# Palavas-les-Flots
Palavas-les-Flots là một xã trong vùng Occitanie, thuộc tỉnh Hérault, quận Montpellier, tổng Lattes. Tọa độ địa lý của xã là 43° 31' vĩ độ bắc, 03° 55' kinh độ đông. Palavas-les-Flots nằm trên độ cao trung bình là 2 mét trên mực nước biển, có điểm thấp nhất là 0 mét và điểm cao nhất là 3 mét. Xã có diện tích 2,38 km², dân số vào thời điểm 1999 là 5421 người; mật độ dân số là 2278 người/km².

## Thông tin nhân khẩu
| 1962  | 1968  | 1975  | 1982  | 1990  | 1999  |
| ----- | ----- | ----- | ----- | ----- | ----- |
| 2.081 | 2.390 | 3.345 | 4.062 | 4.748 | 5.421 |